# 1-я истребительная авиационная армия (СССР)
1-я истребительная авиационная армия — авиационное соединение Вооружённых сил СССР во время Великой Отечественной войны.

## Формирование
1-я истребительная авиационная армия сформирована в соответствии с приказом НКО СССР № 0082 от 5 мая 1942 года
Предназначалась для усиления группировки ВВС в борьбе за господство в воздухе на важнейших операционных направлениях.

## В Действующей армии
В составе действующей армии с 6 июля 1942 года по 29 июля 1942 года, всего 24 дня

## Боевой путь
Базировалась в районе Ельца. Несмотря на то, что армия не была полностью подготовлена к боевым действиям, в силу сложившихся тяжёлых условий 6 июля 1942 года была введена в сражение под Воронежем, имея в боевом составе 231 самолёт. Армия во взаимодействии с 5-й танковой армией вела ожесточённые бои на земле и в воздухе, прикрывая войска от ударов вражеской авиации, и отдельными группами поражала наземные объекты. Боевое применение армии нельзя считать удачным: только за первые 7 дней участия в боевых действиях в 104 воздушных боях были сбиты 91 вражеский самолёт, свои потери составили 93 самолёта. К 12 июля 1942 года в составе армии
осталось всего 66 самолетов.

## Переформирование
10 сентября 1942 года в соответствии с Приказом НКО СССР № 00196 от 10 сентября 1942 года обращена на формирование 1-го истребительного авиационного корпуса, часть управления — на формирование 16-й воздушной армии
Выписка из приказа:

 1. Сформировать и иметь в резерве Ставки Верховного Главнокомандования:
а) 1-й истребительный авиационный корпус в составе:
Управления авиакорпуса по штату № 015/281, 126-го батальона связи по штату № 015/215, 274, 282, 215 и 235-й авиационных дивизий каждая в составе трех истребительных авиаполков по 32 самолёта каждый.
1 -и истребительный авиакорпус дислоцировать в районе Подольск, Химки, Люберцы.
3. В составе истребительных и штурмовых авиаполков иметь по три эскадрильи, состоящих из двух звеньев по 4 самолёта и 2 самолётов командира и военного комиссара эскадрильи. В звене управления полка иметь 2 самолёта, предназначенных для командира полка и военного комиссара полка.
4. 1-ю и 2-ю истребительные и 1-ю бомбардировочную авиаармии — расформировать. Личный состав и имущество обратить на укомплектование формируемых авиакорпусов.
5. Авиационные корпуса включить в состав действующей армии.
…
11. Назначить:
Командиром 1-го истребительного авиакорпуса генерал-майора авиации Белецкого Е. М.— Приказ НКО СССР № 00196 от 10 сентября 1942 года

## Боевой состав
- 286-я истребительная авиационная дивизия (передана в состав 15-й воздушной армии)[4]
  - 171-й истребительный авиационный полк[5]
  - 831-й истребительный авиационный полк[5]
  - 832-й истребительный авиационный полк[5]
  - 233-й истребительный авиационный полк[5]
- 287-я истребительная авиационная дивизия (с 01 сентября в составе 8-й воздушной армии)[4]
  - 4-й истребительный авиационный полк[5]
  - 27-й истребительный авиационный полк[5]
  - 287-й истребительный авиационный полк[5]
- 288-я истребительная авиационная дивизия[5]
  - 292-й истребительный авиационный полк[5]
  - 508-й истребительный авиационный полк[5]
  - 721-й истребительный авиационный полк[5]
  - 753-й истребительный авиационный полк[5]
- 225-я штурмовая авиационная дивизия (с 10 по 29 июля 1942 года)[6]:
  - 614-й штурмовой авиационный полк[6];
  - 893-й штурмовой авиационный полк[6];
  - 810-й штурмовой авиационный полк[6].

## Подчинение
на 01 августа 1942 года — в составе Резерва Ставки ВГК

## Командующий
- генерал-майор авиации Е. М. Белецкий.

## Герои Советского Союза
- Шишов Владимир Александрович, командир эскадрильи 233-го истребительного авиационного полка 286-й истребительной авиационной дивизии 1-й истребительной авиационной армии, капитан, 23 ноября 1942 года удостоен звания Герой Советского Союза. Золотая Звезда № 763.